# Nationalmuseum von Sierra Leone
Das Nationalmuseum von Sierra Leone (englisch Sierra Leone National Museum) ist das größte Museum in Sierra Leone und gilt als eines von nur zwei Museen landesweit. Es handelt sich um eine staatlich geförderte Kultur- und Forschungseinrichtung. Das Museum befindet sich im historischen Zentrum von Freetown im Lucien Gent Garden beim im Mai 2023 umgefallenen Cotton Tree.
Das Museum wurde 1957 unter dem Namen „Museum of the Sierra Leone Society“ (Museum der sierra-leonischen Gesellschaft) gegründet. 1967 ging das Museum mit seinen beiden kleinen Gebäuden, darunter die ehemalige Cotton Tree Bahnstation der Mountain Railway, in Staatsbesitz über. Es wird seitdem vom Tourismus- und Kultusministerium geleitet. 1987 wurde es durch einen von Deutschland finanzierten Anbau erweitert.
Zahlreiche Ausstellungsgegenstände wurden während des Bürgerkrieg in Sierra Leone zwischen 1991 und 2002 entwendet. Mit Hilfe des British Museum wird seit 2009 eine Datenbank zu den vorhandenen Gegenständen aufgebaut.

## Fotogalerie

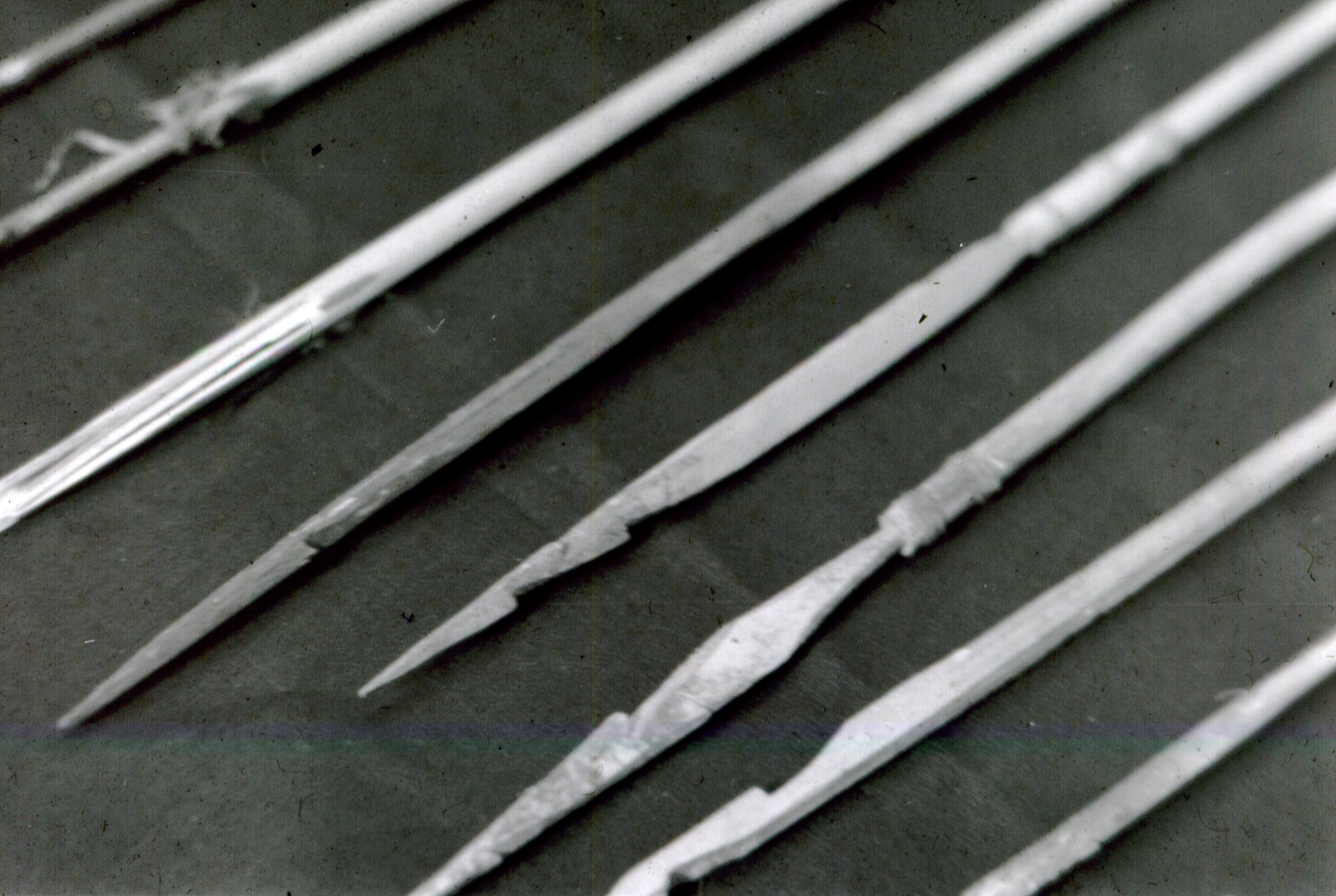
Pfeile
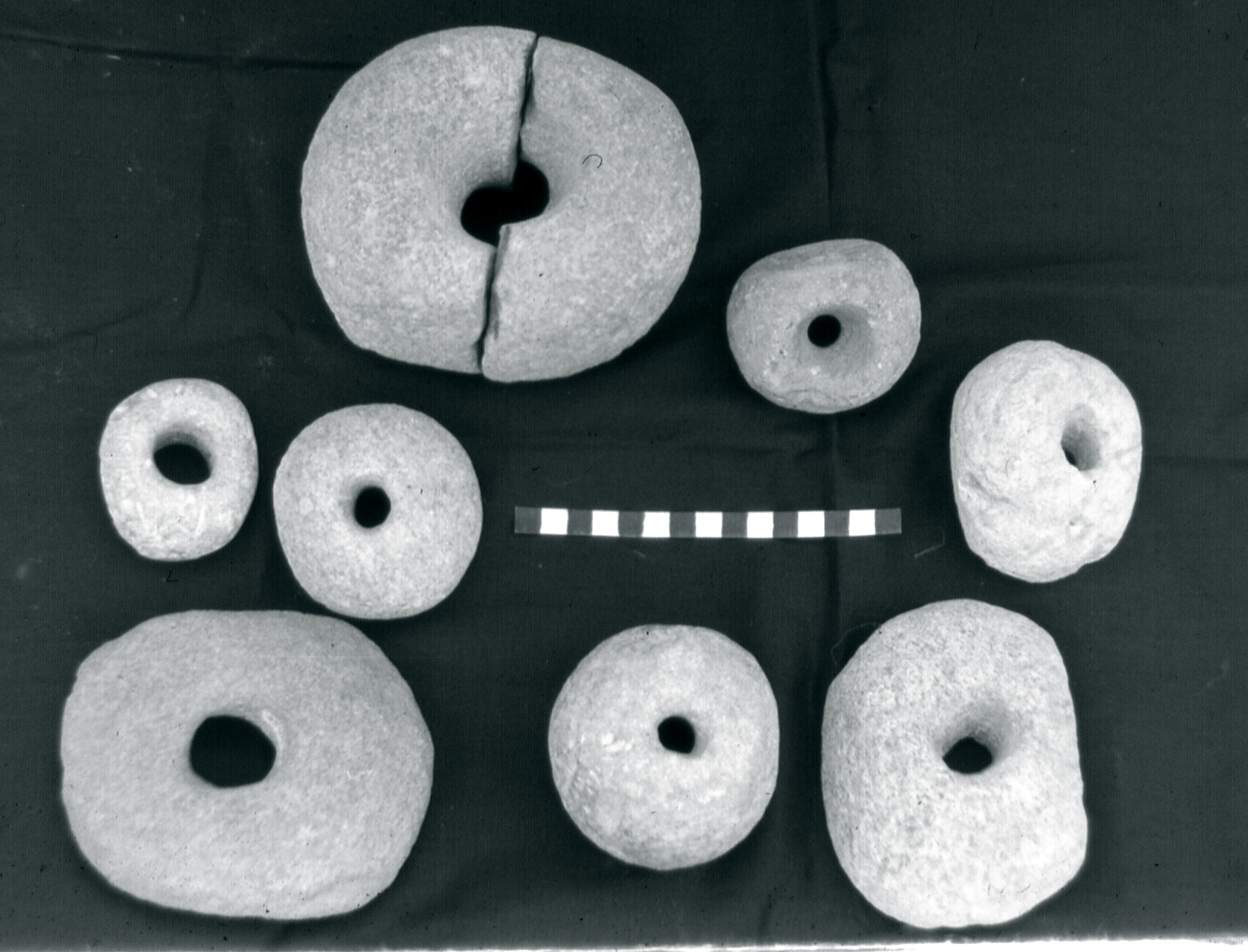
Gebohrte Steine
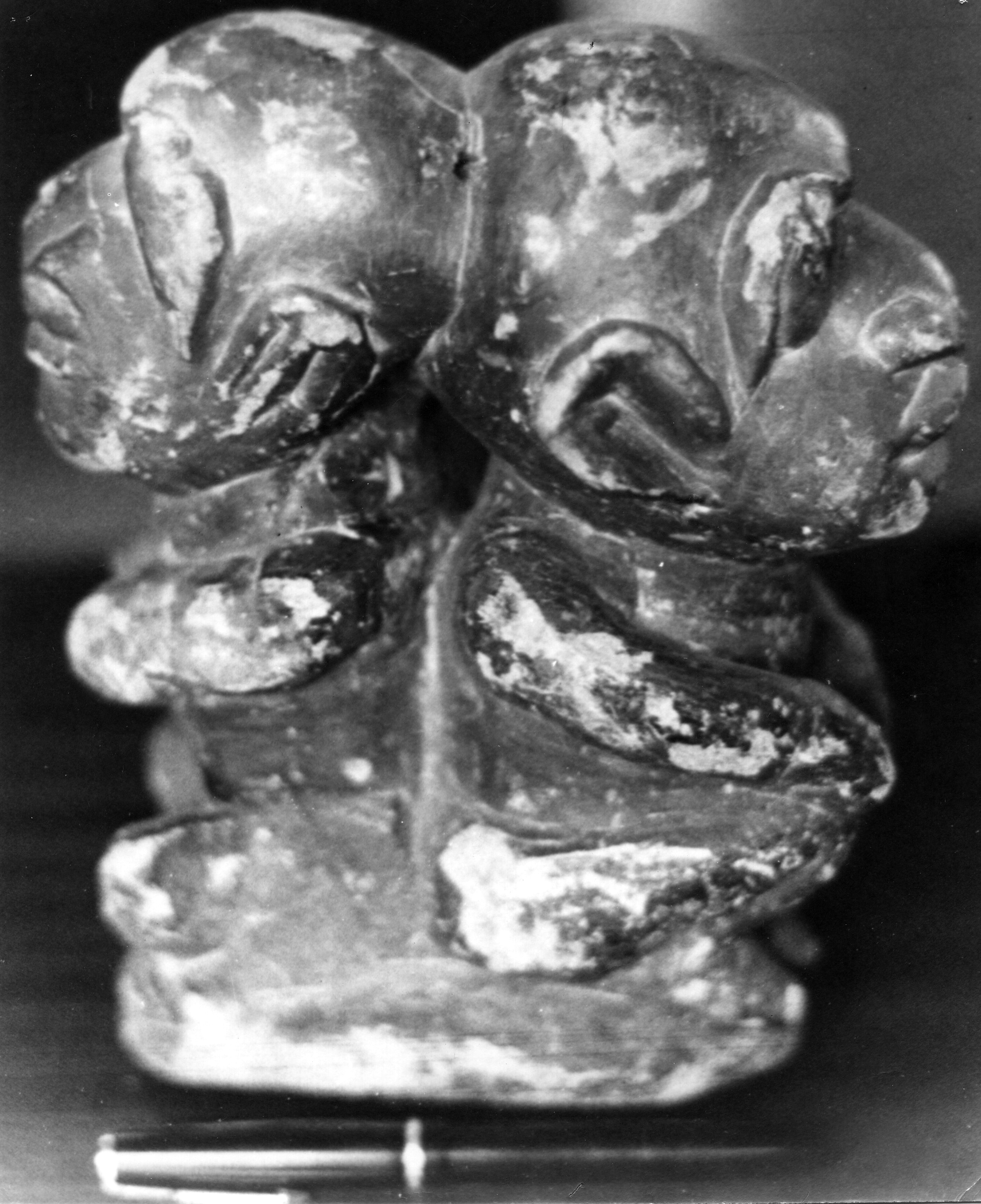
Nomoli
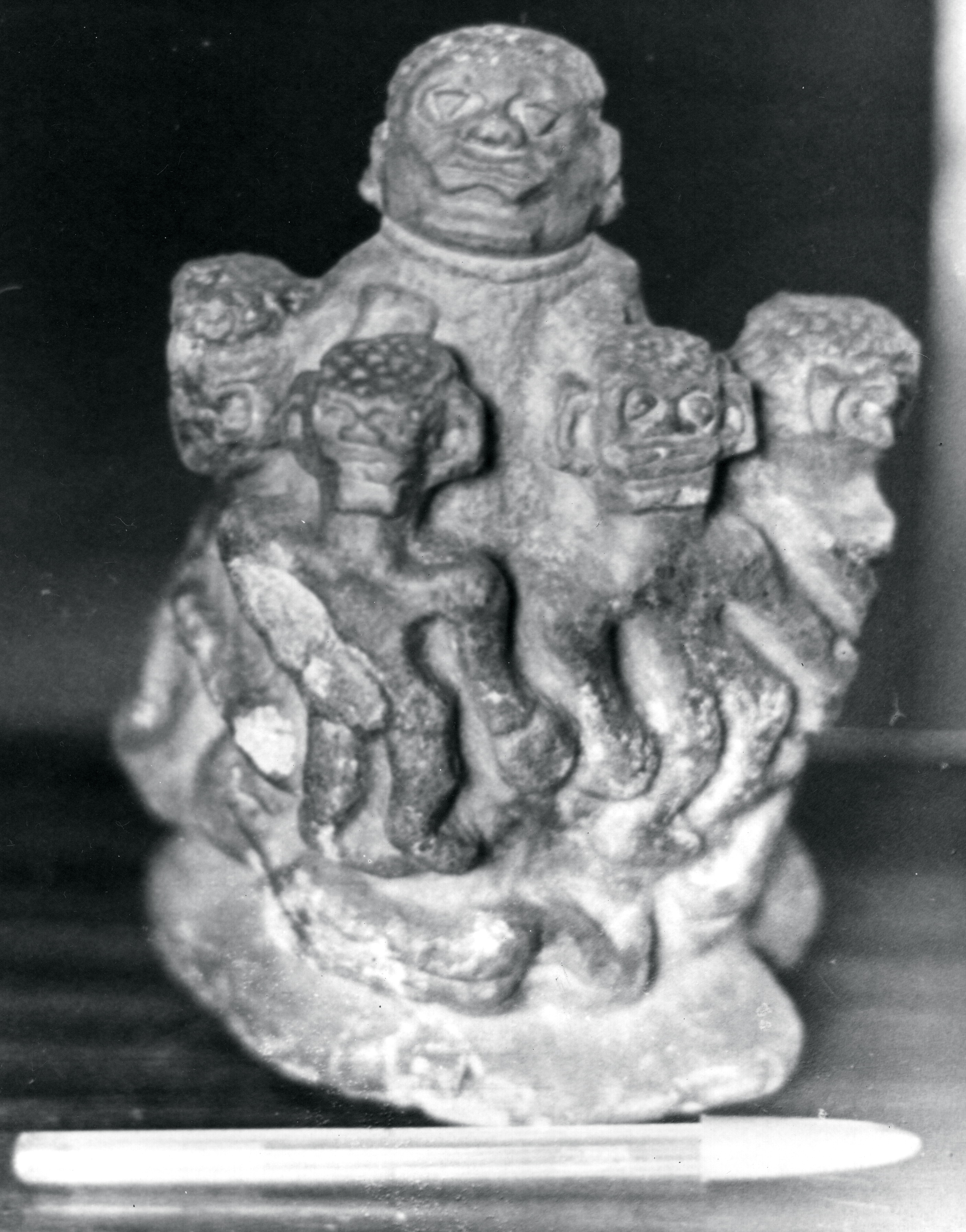
Nomoli
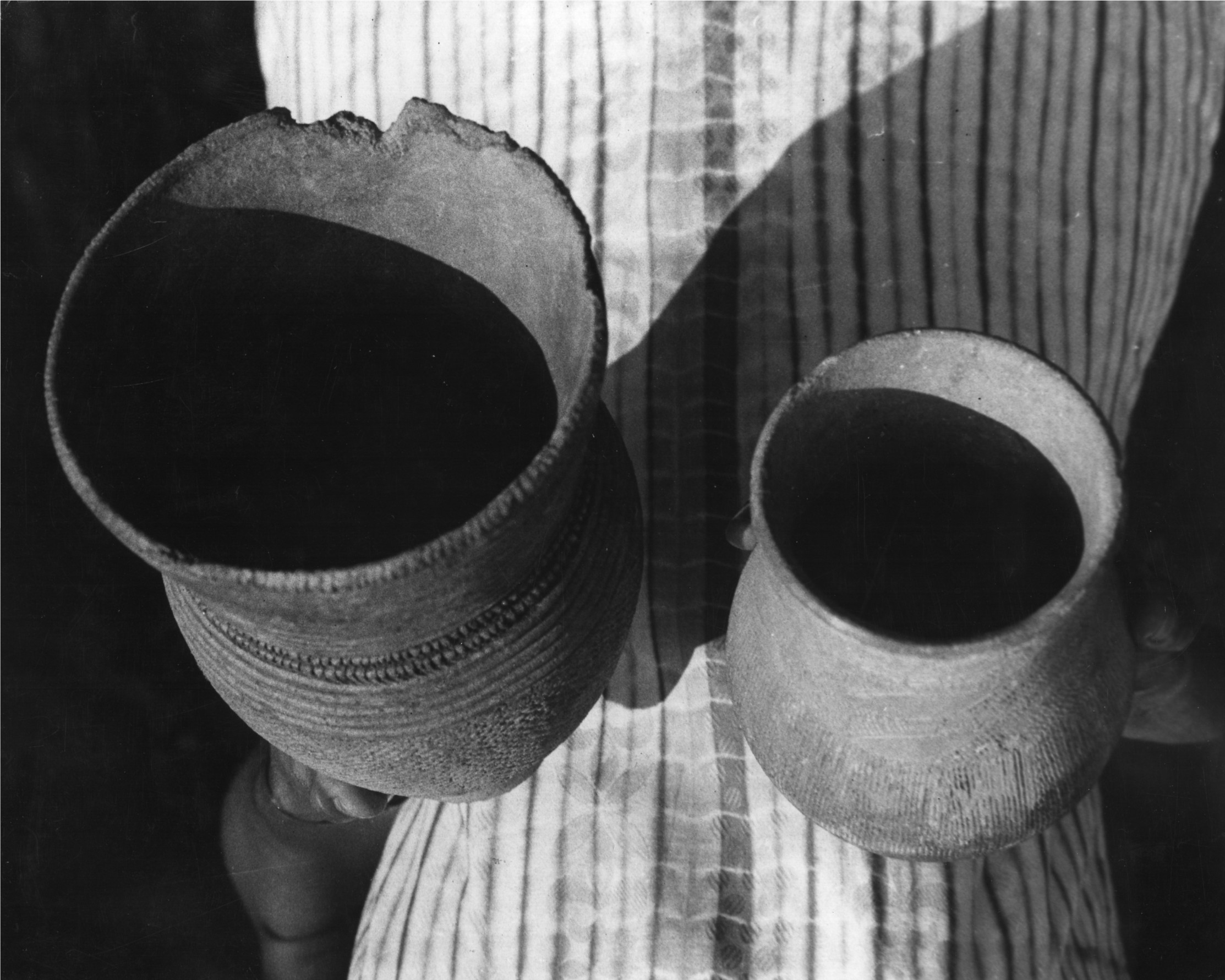
Gefäße